# Andrei Glavina
Andrei Glavina (n. 30 noiembrie 1885, Șușnievița, Istria, Croația – d. 9 februarie 1925, Pola, Italia) a fost un învățat istroromân. Era originar din satul Șușnievița.
Profesorul ieșean Teodor Burada, aflat în Istria pentru a le studia limba, îl îndeamnă pe tânărul austro-ungar Andrei Glavina să vină în România, unde i se oferise o bursă. După studii la Iași și la Blaj, Glavina se întoarce acasă, reunește toate satele de istroromâni de la sud de Monte Maggiore într-o singura comună, Valdarsa (Șușnevița), și înființează în 1921 prima (și, din păcate, ultima) școală cu predare în limba maternă.
Slăbit de eforturile pentru înființarea noii comune și deschiderea școlii românești și mai cu seamă de șicanele ale societății slave "Sfinții Ciril și Metodiu" - care în 1887, 1888 și 1904 s-a opus deschiderii de școli românești, petiționate de locuitori, la Sușnievița și Jeiăn, impunând școala slavă -, bolnav de tuberculoză, Andrei Glavina se stinge din viață în februarie 1925, la numai 39 de ani. Astfel, școala românească de la Sușnievița (Valdarsa), care a funcționat doar patru ani, își încetează existența, din cauza lipsei unui învățător român.
A fost autorul primelor lucrări în dialectul istroromânilor, pledând pentru păstrarea identității etnice și recunoașterea acesteia. Lui i se datorează numeroasele mărturii cu privire la situația acestei ramuri apusene a românismului și la procesul de deznaționalizare la care a fost supusă. A compus de asemenea Imnul Istroromânilor. Andrei Glavina a fost supranumit apostolul istroromânilor. A publicat în 1905 Calendarul românilor din Istria, în care a adăugat diverse proverbe și zicale istroromâne.
În Italia există actualmente Asociația culturală "Andrei Glavina".
Imnul Istro-românilor
Roma, Roma i mama noastră
noi Romani rămânem
Romania i sara noastră
tot un sang-avem
nu suntem siguri pe lume
si'nea avem frați
Italiani cu mare lume
mâna cu noi dați
ca să fim frate și frate
cum a dat Dumnezeu
să trăim până la moarte
eu și tu și tu și eu.

## Legaturi externe
- Calindaru lu rumeri din Istrie